# Чет-Байсоорун
Чет-Байсоорун (кирг. Чет-Байсоорун) — село в Иссык-Кульском районе Иссык-Кульской области Кыргызстана. Входит в состав Ананьевский аильного округа. Код СОАТЕ — 41702 215 805 03 0.

## Население
По данным переписи 2009 года, в селе проживало 330 человек.